# Милиј Балакирјев
Милиј Алексејевич Балакирјев (рус. Милий Алексеевич Балакирев; Нижњи Новгород, 2. јануар 1837 — Санкт Петербург, 29. мај 1910) је био руски композитор, пијаниста и диригент, покретач и идејни вођа композиторске групе Балакирјевљев кружок или „Велика петорка", коју су још чинили Кјуи, Мусоргски, Римски-Корсаков и Бородин. У музичка дела уносио је елементе руског и оријенталног фолклора.
Представник је руског националног музичког смера, утемељитељ и идејни вођа композиторске групе по њему назване Балакиревљев кружок или Петорица. Утемељио је у Санкт Петербургу бесплатну музичку школу. Надовезујући се на Глинку, изградио је свој музички стил на елементима фолклора, првенствено руског и оријенталног и на живописној програматској основи.
Иако самоук, Балакирјев је, по речима Римског-Корсакова, био одличан пијаниста и импровизатор, умео је веома добро да чита с листа и поседовао је невероватан осећај за праву хармонију. Као композитор, Балакирјев је био познат по томе што је јако дуго радио на својим композицијама. Нпр. за Сонату у б-молу требало му је, са прекидима, читавих 50 година!
Најпознатија дела су му колористички богате симфонијске песме "Тамара" и "Русија", увертира на три руске теме, музика за "Краља Лира", клавирске композиције, посебно фантазија "Исламеј", једно од врхунских дела постшопеновског клавирског виртуозитета. Јак потицај истраживању руске народне песме дале су његове стилски верне обраде.

## Живот

### Ране године
Балакирев је рођен у Нижњем Новгороду у племићкој руској породици. Његов отац, Алексеј Константинович Балакирев (1809—1869), био је титуларни саветник који је припадао древној династији коју је основао Иван Васиљевич Балакирев, московски бојар и војвода који је предводио руску војску против Казанског каната током похода 1544. (Алексејев огранак своју историју прати до Андреја Симоновича Балакирева који је учествовао у опсади Москве 1618. и добио је земљу у Нижњем Новгороду). Легенду о наводном татарском претку који је крштен и учествовао у Куликовској бици као лични хорунжи Дмитрија Донског, која је кружила међу колегама композиторима, измислио је Балакирев и нема никаквих доказа.
Милина мајка била је Елизавета Ивановна Балакирева (рођена Јашерова). Племићка титула је прво додељена њеном оцу Ивану Васиљевичу Јашерову који је прешао дуг пут од колегијатног писара до државног саветника. Име Мили (од руског мили — леп, или од грчког Milos — истоимено острво) било је традиционално мушко име у њеној породици. Од своје четврте године давала је часове клавира свом сину, а када је напунио десет година одвела га је у Москву током летњег распуста на курс од десет часова клавира код Александра Дубука. Умрла је 1847. од малих богиња.
Балакирев је студирао у гимназији у Нижњем Новгороду. После мајчине смрти, премештен је у Нижњи Новгородски племићки институт Александра II где је студирао од 1849. до 1853. Балакиревљев музички таленат није остао непримећен, јер је убрзо нашао покровитеља у Александру Улибишеву. Улибишев се сматрао водећом музичком фигуром и меценом у Нижњем Новгороду; поседовао је огромну музичку библиотеку и био је аутор биографије Волфганга Амадеуса Моцарта и других књига о Моцарту и Лудвигу ван Бетовену.
Балакиревово музичко образовање било је у рукама пијанисте Карла Ајсраха, који је такође организовао редовне музичке вечери на имању Улибишева. Преко Ајсраха, Балакирев је добио прилику да чита, свира и слуша музику и био је изложен музици Фредерика Шопена и Михаила Глинке. Ајсрах и Улибишев су такође дозволили Балакиреву да увежбава грофов приватни оркестар у пробама оркестарских и хорских дела. На крају је Балакирев, још увек са само 14 година, предводио извођење Моцартовог Реквијема. Са 15 година, дозвољено му је да води пробе Бетовенове Прве и Осме симфоније. Његове најраније сачуване композиције датирају из исте године — први став септета за флауту, кларинет, клавир и гудаче и Велике фантазије на руским народним песмама за клавир и оркестар. Први став је сачуван од октета за клавир, флауту, обоу, хорну, виолину, виолу, виолончело и контрабас и датира из 1855.
Балакирев је напустио Александровски институт 1853. и уписао се на Универзитет у Казању као студент математике, заједно са својим пријатељем Петром Боборикином, који је касније постао романописац. Убрзо је био запажен у локалном друштву као пијаниста и могао је да допуни своје ограничене финансије узимајући ученике. Своје празнике је проводио или у Нижњем Новгороду или на сеоском имању Улибишев у Лукину, где је свирао бројне Бетовенове сонате да би помогао свом покровитељу са својом књигом о композитору. Дела из овог периода укључују клавирску фантазију засновану на темама из Глинкине опере Живот за цара, покушај гудачког квартета, три песме које ће на крају бити објављене 1908. и почетни став (једини завршенi) његовог Првог клавирског концерта.
Након што је Балакирев завршио своје курсеве у касну јесен 1855, Улибишев га је одвео у Санкт Петербург, где је упознао Глинку. Док је Глинка сматрао да је Балакиревљева композициона техника дефектна (још увек није било уџбеника за музику на руском, а Балакиревов немачки једва да је био адекватан), он је високо ценио његов таленат, охрабрујући га да се бави музиком као каријером. Њихово познанство обележили су разговори, тако што је Глинка Балакиреву пренео неколико шпанских музичких тема, и Глинка је младићу поверио музичко образовање своје четворогодишње нећакиње. Балакирев је дебитовао на универзитетском концерту у фебруару 1856, свирајући завршен став из свог Првог клавирског концерта. После месец дана уследио је концерт његових клавирских и камерних композиција. Године 1858, свирао је солистички део у Бетовеновом Царском концерту пред царем. Године 1859, објавио је 12 песама. Ипак, и даље је био у крајњем сиромаштву, издржавајући се углавном држећи часове клавира (понекад девет дневно), и свирањем на вечерима које је давала аристократија.

### Петорка
Смрт Глинке 1857. и Улибишева следеће године оставила је Балакирева без утицајних присталица. Ипак, његово време са Глинком изазвало је страст за руским национализмом код Балакирева, што га је навело да усвоји став да Русија треба да има своју посебну музичку школу, ослобођену утицаја јужне и западне Европе. Такође је 1856. почео да се састаје са другим важним личностима које ће га подржавати у овом циљу, укључујући Цезара Кија, Александра Серова, браћу Стасов и Александра Даргомижског. Сада је око себе окупио композиторе са сличним идеалима, које је обећао да ће обучити по сопственим принципима. Међу њима су били Модест Мусоргски 1858, Николај Римски-Корсаков у новембру 1861 и Александар Бородин у новембру или децембру 1862. Заједно са Цуијем, ове људе је познати критичар Владимир Стасов описао као „моћну прегршт“ (рус. Могучая кучка), али су на крају постали познатији на енглеском једноставно као Петорка.
Као инструктор и утицајна магнетска личност, Балакирев је инспирисао своје другове до невероватних висина музичког стваралаштва. Међутим, он се оштро противио академском усавршавању, сматрајући га претњом музичкој машти. По његовом мишљењу било је боље да одмах почну да компонују и уче кроз тај чин стварања. Ова линија расуђивања би се могла аргументовати као рационализација његовог сопственог недостатка техничке обуке. Био је школован за пијанисту и морао је да открије сопствени начин да постане композитор. Римски-Корсаков је на крају схватио исто, али је ипак написао:
Балакирев, који никада није имао систематски курс хармоније и контрапункта и није се чак ни површно бавио њима, очигледно је сматрао да су такве студије сасвим непотребне ... Одличан пијаниста, врхунски читалац музике, сјајан импровизатор, обдарене природе са смислом за исправну хармонију и писањем дела, поседовао је технику делом изворну, а делом стечену огромном музичком ерудицијом, уз помоћ изузетно оштрог и доброг памћења, што много значи у вођењу критичког курса у музичкој литератури. И тада је био изванредан критичар, посебно технички критичар. Одмах је осетио сваку техничку несавршеност или грешку, одмах је схватио недостатак у форми.
Балакирев је имао музичко искуство које је недостајало осталима у Петорки, и он их је упућивао онолико колико је и себе упућивао – емпиријским приступом, учећи како су други композитори решавали различите проблеме тако што су прегледали њихове партитуре и видели како се баве тим изазовима. Иако је овај приступ можда био од помоћи за Балакирева, пише Римски-Корсаков, он није био толико користан за појединце потпуно различите природе од Балакирева или који су сазревали као композитори „у различитим интервалима и на другачији начин“.
Балакиревљево коначно уништење био је његов захтев да се музички укуси његових ученика потпуно поклапају са његовим сопственим, уз забрану најмањих одступања. Кад год је неко од њих свирао неку од својих композиција за Балакирева, Балакирев би седео за клавиром и кроз импровизацију показао како он сматра да композицију треба променити. Одломци у делима других су звучали као његова музика, а не њихова. До касних 1860-их, Мусоргски и Римски-Корсаков су престали да прихватају оно што су сада сматрали да се његово грубо мешање у њихов рад, а Стасов је почео да се дистанцира од Балакирјева. Остали чланови Петорке такође су се заинтересовали за писање опере, жанра који Балакирев није много ценио, након успеха опере Јудита Александра Серова 1863. године, и гравитирали су Александру Даргомижском као ментору у овој области.